# Sebișești
Sebişeşti falu Romániában, Erdélyben, Fehér megyében. Közigazgatásilag Aranyosszohodol községhez tartozik.

## Fekvése
Luminești közelében fekvő település.

## Története
Sebişeşti korábban Luminești része volt. 1956 körül vált külön 126 lakossal. 1966-ban 110, 1977-ben 104, 1992-ben 76, 2002-ben 72 román lakosa volt.